# Anna Duńska
Anna Oldenburg ang. Anne of Denmark (ur. 14 października 1574, zm. 4 marca 1619) – córka Fryderyka II – króla Danii i Norwegii oraz Zofii Mecklenburg-Schwerin. Królowa Anglii i Szkocji jako żona Jakuba I.

## Życiorys
Urodziła się w 1574, w zamku Skanderborg, w Danii. W sierpniu 1589 poślubiła Jakuba – młodego króla Szkocji. Jednak cała ceremonia zaślubin miała miejsce w Oslo, w Norwegii – 23 listopada 1589. Anna wyjechała następnie do Szkocji i tam została koronowana na królową, 17 maja 1590, w Holyrood Abbey.
Pod koniec małżeństwa Anna i Jakub byli bliskimi "przyjaciółmi", ale spędzali czas oddzielnie. Anna była luteranką, ale po ślubie przeszła na katolicyzm (który był bardzo niepopularny w prezbiteriańskiej Szkocji). Jej ekstrawagancje sprawiły, że miała coraz więcej wrogów w nowej ojczyźnie. 25 lipca 1603 została koronowana na królową Anglii, w Westminster Abbey (jej mąż odziedziczył koronę angielską po śmierci Elżbiety I). W tym czasie była już matką trójki dzieci (Henryka, Elżbiety i Karola) – zdarzyły jej się już poronienia, a aż czworo innych jej dzieci zmarło we wczesnym dzieciństwie. To dopiero Karol odziedziczył tron po swoim ojcu, Jakubie.
Anna zmarła w Hampton Court Palace, w wieku 44 lat. Została pochowana w Westminster Abbey.

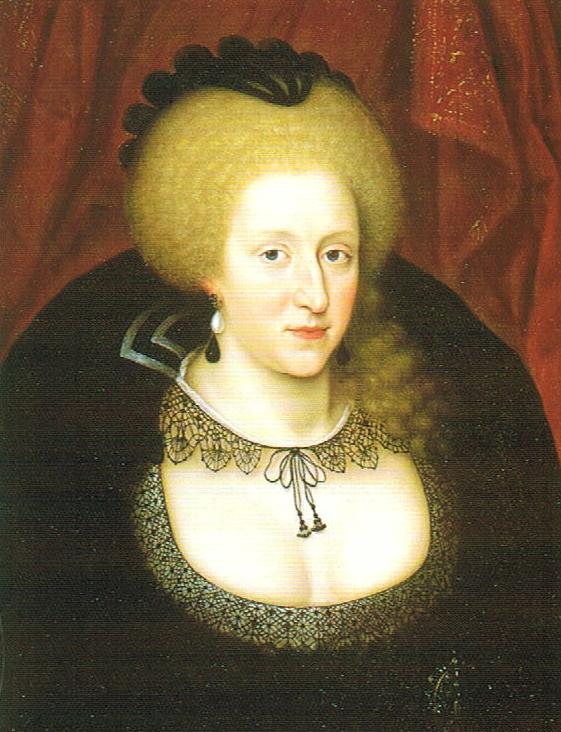
Anna w żałobie po śmierci swojego najstarszego syna

## Dzieci Anny i Jakuba I
- Henryk Fryderyk (1594–1612), książę Walii,
- Elżbieta (1596–1662),
- Małgorzata (ur. 1598),
- Karol (1600–1649), król Karol I,
- Robert Bruce (ur. 1602),
- Maria (ur. 1605),
- Zofia (ur. 1606).